# 吸血鬼猎人D
《吸血鬼獵人D》（英語：Vampire Hunter D）是日本作家菊地秀行的小說系列，目前已有改編成OVA、動畫電影、漫畫等版本。

## 概要
內容描述吸血鬼王和人類所生的混血兒（Dhampir）「D」獵殺吸血鬼的故事，曾推出過兩部動畫版本，第一部是在1985年由蘆田豐雄執導，由EPIC SONY發行的OVA版，但無法呈現原畫的細緻，並沒有達到作者菊地秀行的要求，菊地本人曾表示頗為失望，但在美國造成轟動。直到第二部由川尻善昭執導的動畫電影版推出，才撫平了他的遺憾與失望。兩部動畫版對應的原作，則分別是《吸血鬼新娘》與《妖殺行》。
本作品在時間的設定上，與大多數的吸血鬼文學不同，是在遙遠的未來。人類因為核子戰爭而將世界變成廢墟，但預先依靠占卜和預知能力得知戰爭的貴族在核戰時隱入地下，直到戰爭後才出手佔領並支配了世界。這群喜愛中古世紀的貴族們使用超乎想像的妖術與科學重建並改造了世界。他們操縱基因與生命科學製造出傳說的甚至傳說中都沒有的生物，讓大地充斥各種奇怪的妖獸。他們的科技甚至造出飛躍星河的宇宙船，以及擊退入侵地球的外星人。

## 原作小說系列
全作品的封面與內頁插畫，皆由天野喜孝所繪製。 
1. 《吸血鬼獵人"D"》
2. 《迎風而立"D"》 - 第2作
3. 《D-妖殺行》 - 第3作
4. 《D-死街譚》 - 第4作
5. 《夢中的"D"》 - 第5作
6. 《D-聖魔遍歴》 - 第6作
7. 《D-北海魔行》（上下巻）- 第7作
8. 《D-昏瞑夜曲》 - 別巻
9. 《D-薔薇姫》 - 第8作
10. 《蒼白的堕天使》（全4巻）- 第9作
11. 《D-雙影騎士》（上下巻）- 第10作
12. 《D-黑暗之路》（全3巻）- 第11作
13. 《D-邪王星團》（全4巻）- 第12作

以下作品尚無中文版本。
1. 《D-邪神砦》 - 第13作
2. 《D-妖兵街道》 - 第14作
3. 《D-魔戦抄》 - 第15作
4. 《D-血闘譜》 - 第16作
5. 《D-白魔山》（上下巻）- 第17作
6. 《D-狂戦士イリヤ》 - 第18作
7. 《D-魔道衆》 - 第19作
8. 《D-不死者島》 - 第20作
9. 《D-魔性馬車》 - 第21作
10. 《D-惡夢村》 - 第22作
11. 《D-冬の虎王》 - 第23作
12. 《D-貴族戰線》 - 第24作
13. 《D-黃金魔》 (上下卷) - 第25作
14. 《D-シルビアの還る道》 - 第26作
15. 《D－貴族祭》 - 第27作
16. 《D-夜会煉獄》 - 第28作
17. 《D-ひねくれた貴公子》 - 第29作
18. 《D-美兇人》 - 第30作
19. 《D-消えた貴族軍団》 - 第31作
20. 《D-五人の刺客》 - 第32作
21. 《D-呪羅鬼飛行》 - 第33作
22. 《D-死情都市》 - 第34作
23. 《D-黒い来訪者》 - 第35作
24. 《D-山嶽鬼》 - 第36作

## OVA版
根據小說版第一卷《D-吸血鬼新娘》改編。1985年由蘆田豐雄執導，由EPIC SONY發行的OVA版，因為當時的作畫技術無法呈現原畫該有的細緻而並沒有讓作者菊地秀行覺得滿意，並曾表示頗為失望，但是在美國造成轟動。

### 劇情大綱
在西曆12090年，舞台為邊境的小鎮。被貴族李伯爵吸血，受到「死之吻」的少女朵莉絲雇用了吸血鬼獵人D。反對父親想將朵莉絲納入吸血鬼一族的女兒蘭米伽、企圖成為吸血鬼受到伯爵煽動強盜團的異能者麗銀星都因此而和D戰鬥。

### 製作人員
- 企画：丸山茂雄、高橋豊
- 原作：菊地秀行（朝日刊）
- 導演：芦田豊雄
- 編劇：平野靖士
- 人物原案：天野喜孝
- 動畫用人物設定：山内則康＆小屋
- 演出助手：八谷賢一、加戸誉夫
- 作画監督：松下浩美
- 美術監督：松平聡
- 攝影監督：鳥越一志、杉山幸夫
- 音響監督：松浦典良
- 音樂：小室哲哉（TM NETWORK）
- 音樂製作人：小阪洋二、山口三平
- 原画：松下浩美、近永健一、只野和子、小林早苗、神志那弘志、山内則康、宮嶋堅、松村靖之、吉松孝博、藤沢俊幸、海老沢幸男、渡邊浩、西島克彥、靄山修、坂元恵美、金沢勝眞、古瀬泰英、半田由利
- 製片：肥田光久、加藤博、長崎行男
- 監製：梅原勝
- 協力：、A・I・C、亜細亜堂、九魔、手塚、竜子研究所、社、
- 制作協力：、
- 動畫制作：佐藤俊彦、株式会社葦
- 製作：株式社、株式会社CBS・、株式会社EPIC・

### 主題曲
- 『YOUR SONG（"D"Mix）』

作詞：小室哲哉／作曲：小室哲哉、木根尚登／編曲：小室哲哉／演唱：TM NETWORK

### 配音
- D：鹽澤兼人
- 朵莉絲：富澤美智惠
- 丹：戶田惠子
- 李伯爵：加藤精三
- 拉米卡：木藤聰子
- 麗銀星：曾我部和恭
- D的左手／旁白：永井一郎
- 葛烈克：屋良有作
- 費林戈：清川元夢
- 蛇女（姊）：彌永和子
- 蛇女（妹）：榊原良子
- 羅曼：村松康雄
- 丹頓：德丸完
- 歐雷利：田中和實
- 基姆雷特：小瀧進

## 劇場版
根據小說版第三卷《D-妖殺行》改編。1999年底以《Vampire Hunter D: Bloodlust》片名在美國發行。與前作OVA版相較，本片則受到原作者菊地秀行的高度評價。日本在2001年4月，先以英語配音版配日文字幕方式於院線上映，之後在發行英語版DVD一段期間後，比英語版先行製作的日語配音版本才另行推出DVD上市。台灣由普威爾發行的授權DVD，則為英日雙語同時收錄。此片在台灣雖曾在東森洋片台播放，但直到2021年9月17日，才正式於台灣院線上映（上映版本為英語版）。

### 剧情梗概
艾爾邦家的千金夏洛特‧艾爾邦被吸血鬼贵族麥耶爾‧林克從家中寢室擄走，艾爾邦家雇用混血儿猎人D追捕麥耶爾‧林克以救回夏洛特‧艾爾邦，同時為了保險起見也僱用了人类猎人馬可斯兄妹執行救援任務。D和马可斯兄妹中的蕾拉先后发现了贵族的避难所，交战中蕾拉不敌麦耶尔‧林克身受重伤，奄奄一息之时被D所救。D在与麦耶尔‧林克的交手中怀疑夏洛特‧艾尔邦并非被掳走，并在之后的一次与夏洛特‧艾尔邦的交谈中得到了证实：夏洛特‧艾尔邦爱上了麦耶尔‧林克，她是自愿随麦耶尔‧林克私奔的。
为躲避猎人们的追捕，神秘人(英文版本中提及是卡蜜拉，日文版中未提及)雇佣长期为贵族效力的野蠻族护卫麥耶爾‧林克一行，D和马可斯兄妹的追捕行动遭到了野蛮族中三名高手的阻撓〔一個能藏匿在陰影中對影子攻擊即可殺人，一個能如變色龍般和周遭環境融為一體不被發覺并施展攻击，一個腹部會長出獅頭擁有驚人跳躍和攻擊力且视觉和听觉异常敏锐）。一路的逃亡和交战，野蛮族三人与马可斯兄妹中的诺多和凯尔先后死亡。
D在与一个野蛮族人的交手中，阳光症发作，拼尽全力砍断了对手的头，却没来得及将自己埋入土中就晕过去了。幸而这时被蕾拉发现，帮助把他埋进了土里。蕾拉本想离去之时，却被依靠头颅就复活的野蛮族人抓住，千钧一发之时雷电帮忙劈死了对方。蕾拉被暴雨困住，不得已与D待在树洞中。待D醒来后，蕾拉表达了自己救D只是为了还人情和对贵族的仇视，并且认为身为混血儿的D和贵族一样低劣。D告诉蕾拉如果将追捕猎物当做乐趣，女人也会变得不像人类。蕾拉却表示这种仇恨将伴随终生并带入坟墓，如果D觉得她可怜，就在她的墓前献一朵小花。当蕾拉问起D为何一直当猎人，D说，因为他是个混血儿，无法以人类的身份活下去……
麥耶爾‧林克和夏洛特‧艾爾邦为了到达星海的尽头过平静的生活，逃入拥有星际飞船的卡蜜拉的傳說之城：塞伊特，却没有想到落入了卡蜜拉的阴谋。卡蜜拉使出讓人分不清真實與夢境的幻術，讓麥耶爾‧林克誤以為夏洛特‧艾爾邦轉投入D的懷抱，卡蜜拉趁其驚愕分心之際以斧斬殺麥耶爾‧林克。卡蜜拉为了复活，施展幻術幾乎吸盡夏洛特‧艾爾邦的血。进入城堡的波可夫‧馬可斯遭卡蜜拉幻术袭击，被吸血並受其控制後挾持蕾拉。为救蕾拉的葛羅普自己注射藥劑後向波可夫‧馬可斯發起攻擊並与之同歸於盡，马可斯兄妹至此只剩下蕾拉一人。卡蜜拉的意念施用强力欲喚醒D完全吸血鬼的一面使之臣服于自己時，D身为吸血鬼王的儿子的力量苏醒，反制住卡蜜拉的攻擊並將其重傷。正在复活的卡蜜拉的尸体爬向夏洛特‧艾爾邦想吸盡她的血液，麥耶爾‧林克復活及時救走夏洛特‧艾爾邦並殺了卡蜜拉。但夏洛特‧艾爾邦终因失血过多，死在了麥耶爾‧林克的怀中。D为得到夏洛特的尸体和讨伐麦耶尔向人类施展血牙的罪恶，與麥耶爾‧林克決戰並佔了上風。此刻在一旁目睹了夏洛特‧艾爾邦与麥耶爾‧林克最后告别的蕾拉最终意识到这一路的追杀和复仇都太愚蠢了，于是取下了夏洛特的戒指扔向了正在交战的双方。D刺向了麥耶爾‧林克，卻偏离了心脏位置只刺中左肩，用剑挑起戒指，以證明夏洛特‧艾爾邦的死亡和他任务的完成。麥耶爾‧林克带着夏洛特的尸体乘上了前往星海尽头的飞船……
五十年後，在蕾拉的葬礼上，蕾拉的孫女發現了遠處山坡樹下的D。蕾拉的孫女跑过去告訴D，蕾拉曾向她提過D的事，並邀請D到她家中作客。D婉拒了，称他只是来履行当年在对方的墓前献一朵小花的约定，发现已经有很多人献了而不需要了。蕾拉的孙女有些失望，但依然表达了对D的感激之情。D朝小女孩露出一个微笑，然後策马離開……

### 製作群
- 原作：菊地秀行
- 編劇、導演、分鏡：川尻善昭
- 監製：山本又一朗
- 製片：丸山正雄、長澤隆之
- 人物原案：天野喜孝
- 人物設定：箕輪豐
- 作畫監督：箕輪豐、濱崎博嗣、阿部恒
- 機械作畫監督：仲盛文
- 攝影監督：山口仁
- 音樂：Marco d'Ambrosio
- 美術監督：池畑祐治
- 美術設定：池畑祐治、渡部隆、韮澤靖、小池健
- 動畫製作：MADHOUSE

### 配音
括號內為日語版配音。
- D：Andrew Philpot（田中秀幸）
- 左手：Mike McShane（永井一郎）
- 麥耶爾‧林克：John Rafter Lee（山寺宏一）
- 夏洛特‧艾爾邦：Wendee Lee（篠原惠美）
- 亞倫‧艾爾邦（夏洛特之兄）：John Demita（辻谷耕史）
- 蕾拉：Pamela Segall（林原惠）
- 卡蜜拉：Julia Fletcher（前田美波里）
- 葛羅普．馬可斯：Jack Fletcher（關俊彥）
- 凱爾．馬可斯：Alex Fernandez（大塚芳忠）
- 諾多．馬可斯：John DiMaggio（大友龍三郎）
- 波可夫．馬可斯：Matt McKenzie（屋良有作）
- 警長：John DiMaggio（小山力也）
- 少女（蕾拉的孫女）：Debi Derryberr（金井美香）
- 神父：John Demita（石塚運昇）

## 外部連結
- 互联网电影数据库（IMDb）上《吸血鬼獵人 D》的资料（英文）

## 参看
- 吸血鬼猎人